# 井狩春男
井狩 春男（いかり はるお、1945年3月13日 - ） は、日本のエッセイスト・評論家。埼玉県出身。

## 経歴・人物
中央大学第二文学部仏文科中退。その後、書籍取次店の鈴木書店に入社。店売で商品知識を身につけ、やがて対出版社の窓口である仕入部に配属される。出版界初の手書きによる情報誌「日刊まるすニュース」を一人で担当する。
1985年、『返品のない月曜日』によりデビュー。
新風舎出版賞の審査委員長も務め、さらに自身の著書『本は読むより書く方が10倍楽しい』でも同賞に応募することを勧めているなど、新風舎との関わりが深かった。

## 著書
- 『返品のない月曜日』（1985年、筑摩書房　1989年、ちくま文庫）
- 『文庫中毒』（1992年、ブロンズ新社）
- 『井狩春男書店 本の定食屋さん』（1992年、モード学園出版局）
- 『本屋通いのビタミン剤』（1993年、ちくま文庫）
- 『本屋さんまで50歩 より道ブックガイド』（1993年、ブロンズ新社）
- 『井狩春男のヘア・ヌード完全カタログ』（1994年、飛鳥新社）
- 『いい日カラオケ』（1994年、日本ヴォーグ社）
- 『本を読んでる金曜日』（1994年、にっかん書房）
- 『ベストセラーの方程式』（1995年、ちくま文庫）
- 『猫よ、本をまたぐな』（1995年、平原社）
- 『井狩春男のヘンテコ本が好きなんだ』（1997年、イーハトーブ出版）
- 『活字の天国』（1997年、エー・ジー出版）
- 『岩波新書を読む』（1998年、岩波新書）
- 『本好きにささげる52のパラダイス』（1998年、とりい書房）
- 『著者と編集者にささげるベストセラーのつくり方』（1998年、とりい書房）
- 『本の虫』（2002年、弘文堂）
- 『この本は100万部売れる』（2002年、光文社）
- 『本は読むより書く方が10倍楽しい』（2002年、新風舎）
- 『糖尿病を治すコツ』（2004年、共同通信社）
- 『胸うつ響きの名詩たち 思い出のポエム』（2004年、毎日新聞社）
- 『学校で習ったあの名詩』（2007年、PHP文庫）